# Sleep (Film)
Sleep ist der erste Underground-Experimentalfilm von Andy Warhol. Er wurde im Juli 1963 im 16-mm-Format gedreht. Die Uraufführung fand am 17. Januar 1964 durch die  Film-makers’ Cooperative im Gramercy Arts Theater in Manhattan statt. Ein vierminütiger Auszug wurde (gemeinsam mit Kurzfassungen von Kiss, Eat und Haircut) zu einer Komposition von La Monte Young auf dem New York Film Festival im September 1964 gezeigt.

## Handlung
Der Schwarzweiß-Stummfilm zeigt in einer Länge von fast 6 Stunden den Beat-Poeten John Giorno während er schläft. Er ist bekannt dafür, dass er eine völlig neuartige Ästhetik in die Filmkunst einführte. Tatsächlich ist nichts anderes zu sehen als ein nackter schlafender Mann.

## Hintergrund
Der Film sorgte wegen seiner Handlungsarmut für Furore. Angeblich hielt Warhol die unbewegte Kamera ununterbrochen auf Giorno und zeigte im Verhältnis 1 zu 1 dessen Schlaf. Das stimmt aber nicht ganz. Warhol hat später erklärt, dass er das Ganze „ein bisschen frisiert“ habe, „um eine bessere Linie zu bekommen“. Die Langeweile, die sich beim Betrachter einstellt, kommt nur dann zustande, wenn er nicht genau hinsieht, denn sie ist ganz bewusst durch eine rhythmische Wiederholung ("Loops") von Sequenzen unterlaufen und damit entgegen der viel behaupteten Untätigkeit und Oberflächlichkeit Warhols ein Dokument für dessen sehr entschiedene Vorgehensweise der filmischen Illusionierung und ästhetischen Manipulation von „Realität“.
Sleep steht als erster Film überhaupt in der kunsthistorischen Tradition der barocken Stillleben-Malerei und des Minimalismus eines John Cage und eines La Monte Young, mit deren Werk sich Warhol zu dieser Zeit auseinandersetzte. Es ist bekannt, dass er während der Dreharbeiten eine von Cage organisierte Aufführung von Erik Saties Komposition Vexations sah, die ihn beim Schneiden des Films sicher beeinflusste.

## Kritiken
„Eine mit dem Begriff „Dokumentation“ kaum genau zu benennende filmische Arbeit von Andy Warhol: Der Künstler beobachtete mit der Kamera viereinhalb Stunden lang einen schlafenden Freund.“